# Jean-Alphonse Roehn
Jean-Alphonse Roehn, né le 31 janvier 1799 à Paris et mort le 10 mai 1864 dans la même ville, est un peintre français.

## Biographie
Fils du peintre Adolphe Roehn, Jean-Alphonse Roehn entre tôt à l'École des beaux-arts de Paris et devient l'élève du baron Gros et de Jean-Baptiste Regnault. Il tente sans succès à deux reprises le concours du prix de Rome, en 1823 et 1826. Il expose régulièrement au Salon où il obtient une médaille d'or en 1827, se spécialisant dans les scènes de genre inspirées du siècle d'or néerlandais.
Robert Lefèvre a peint son portrait (château de Versailles).

## Œuvres dans les collections publiques
- Dijon, musée Magnin : La Leçon de dessin, vers 1827, huile sur toile, 43 × 33 cm[5].
- Le Havre, musée d'Art moderne André-Malraux : Soldat blessé[6].
- Paris, musée Carnavalet : Inhumation provisoire des victimes de Juillet devant la colonnade du Louvre, 1831, huile sur toile, 191 × 272 cm[7].
- Paris, musée d'Orsay : Le Braconnier, 1834, huile sur toile, 50 × 60 cm[8].
- Paris, musée Cognacq-Jay : La Demande en mariage, 1839, huile sur toile, 61 × 50,5 cm[9].
- Rouen, musée des beaux-arts : Le Bâton de vieillesse, vers 1852, huile sur toile, 65 × 46 cm[10].
- Strasbourg, musée des beaux-arts: Le Peintre et son modèle.
- Tarbes, musée Massey : Boissy d'Anglas présidant la séance de la Convention du 1re prairial an III, salue la tête de Feraud, député des Hautes-Pyrénées, huile sur toile, 1831.
- Versailles, château de Versailles : Le Joyeux Voisin, huile sur toile, 88 × 64 cm[11].

## Autres œuvres accessibles
- Paris, église Saint-Nicolas-du-Chardonnet, chapelle saint Clair, La prédication de saint Clair, vers 1820

## Galerie

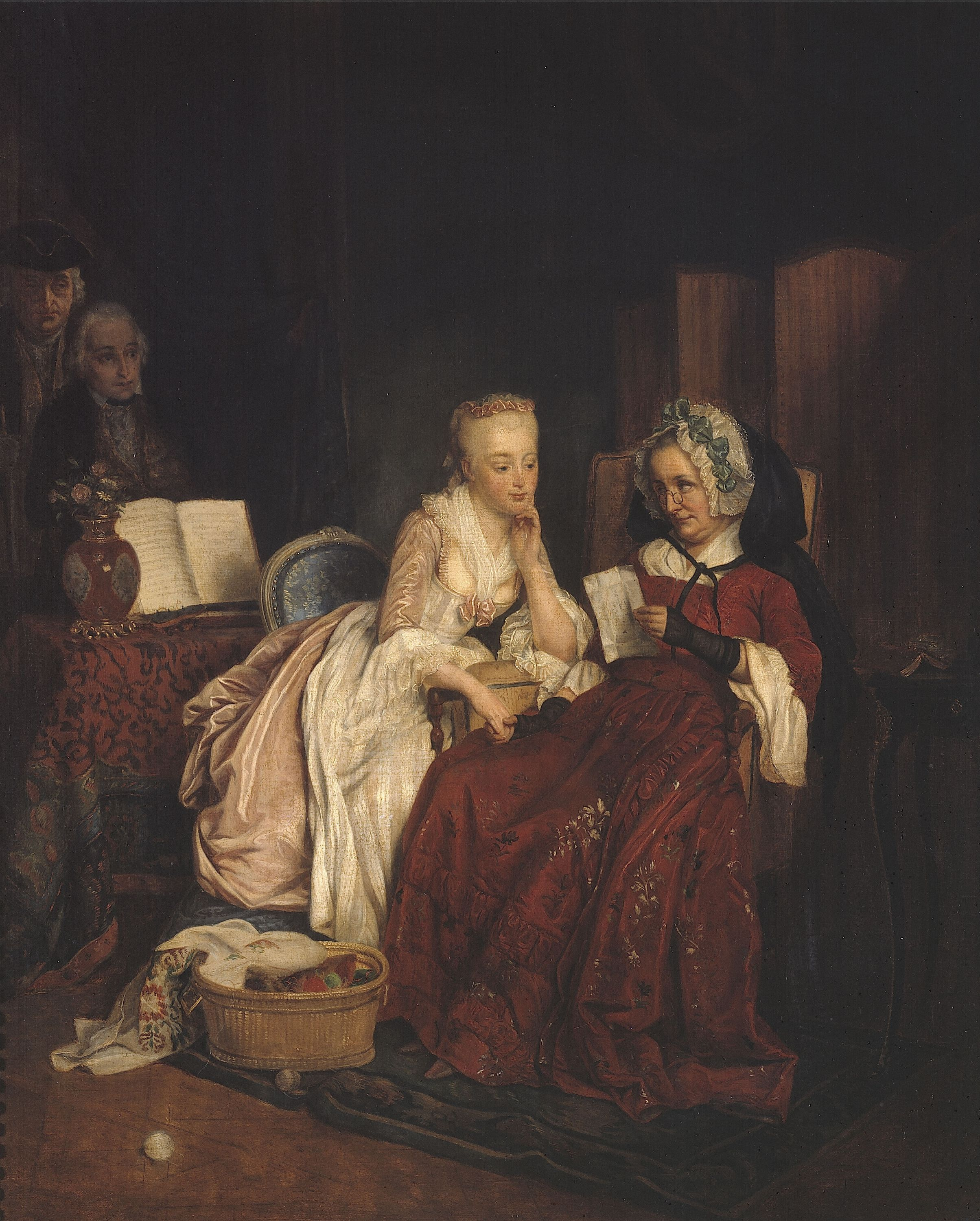
La Demande en mariage.
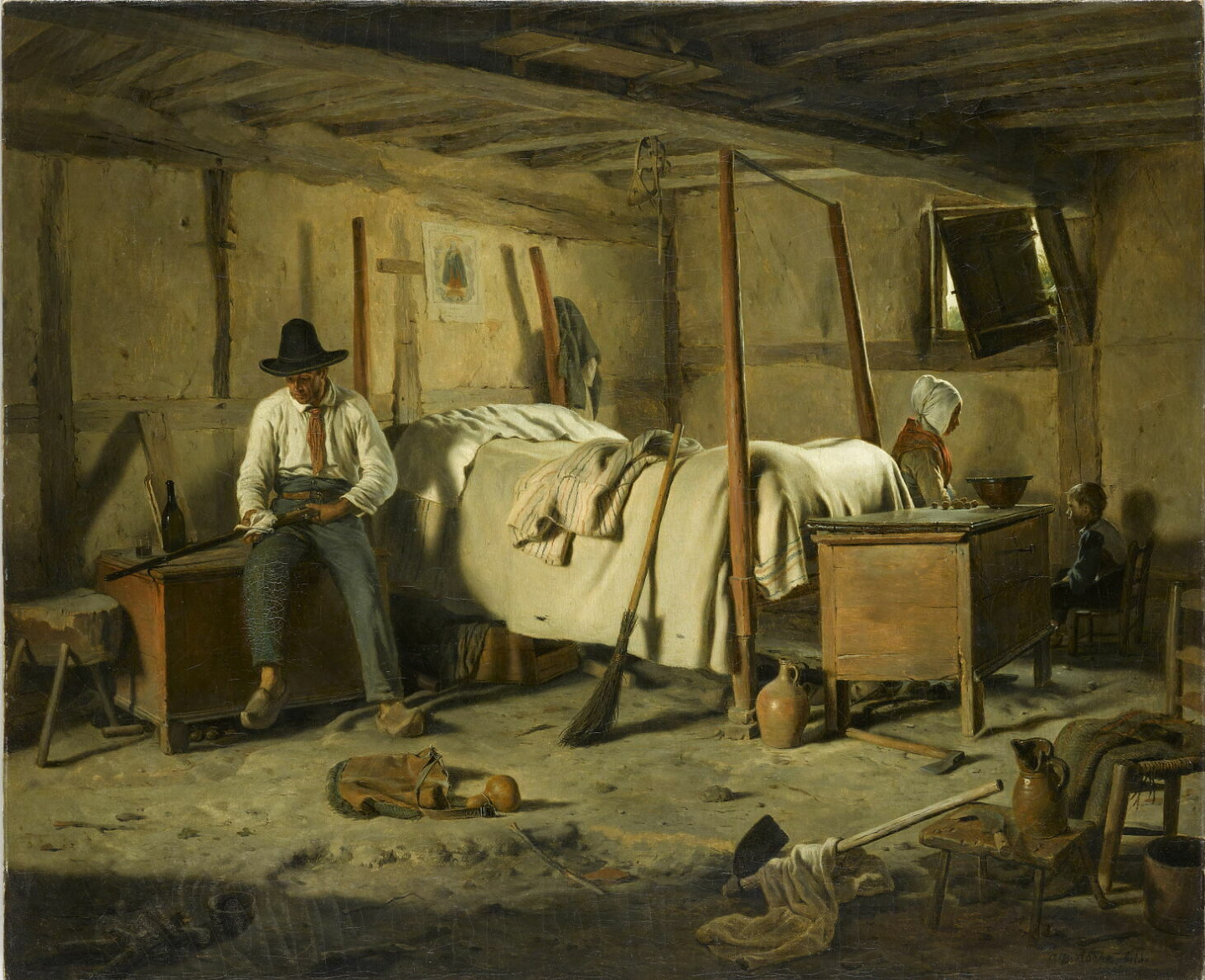
Le Braconnier.
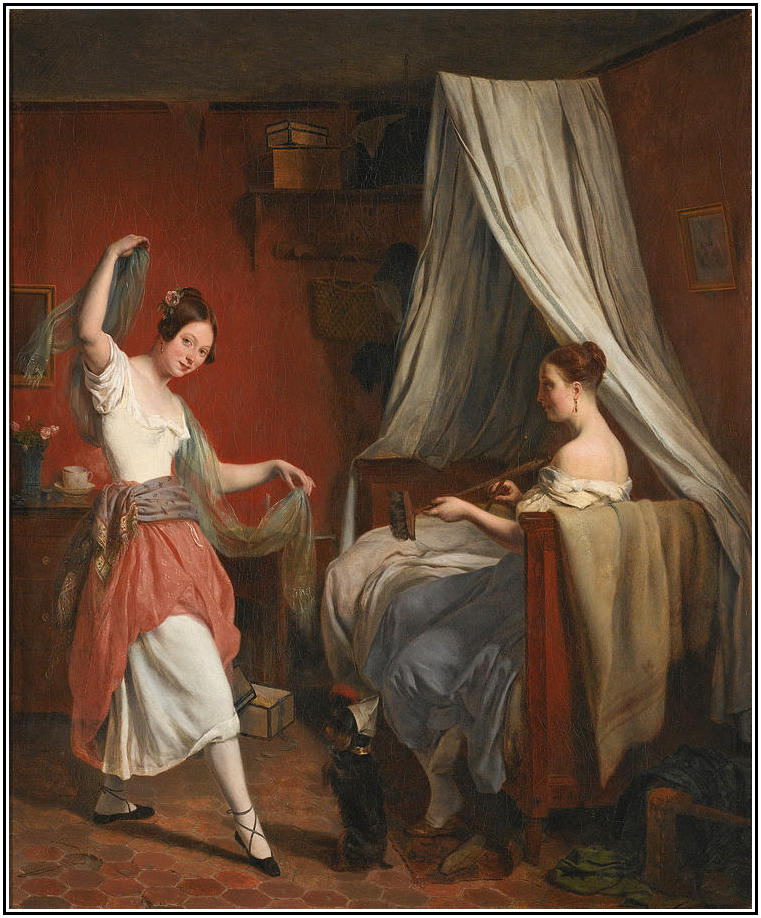
La Danse improvisée.
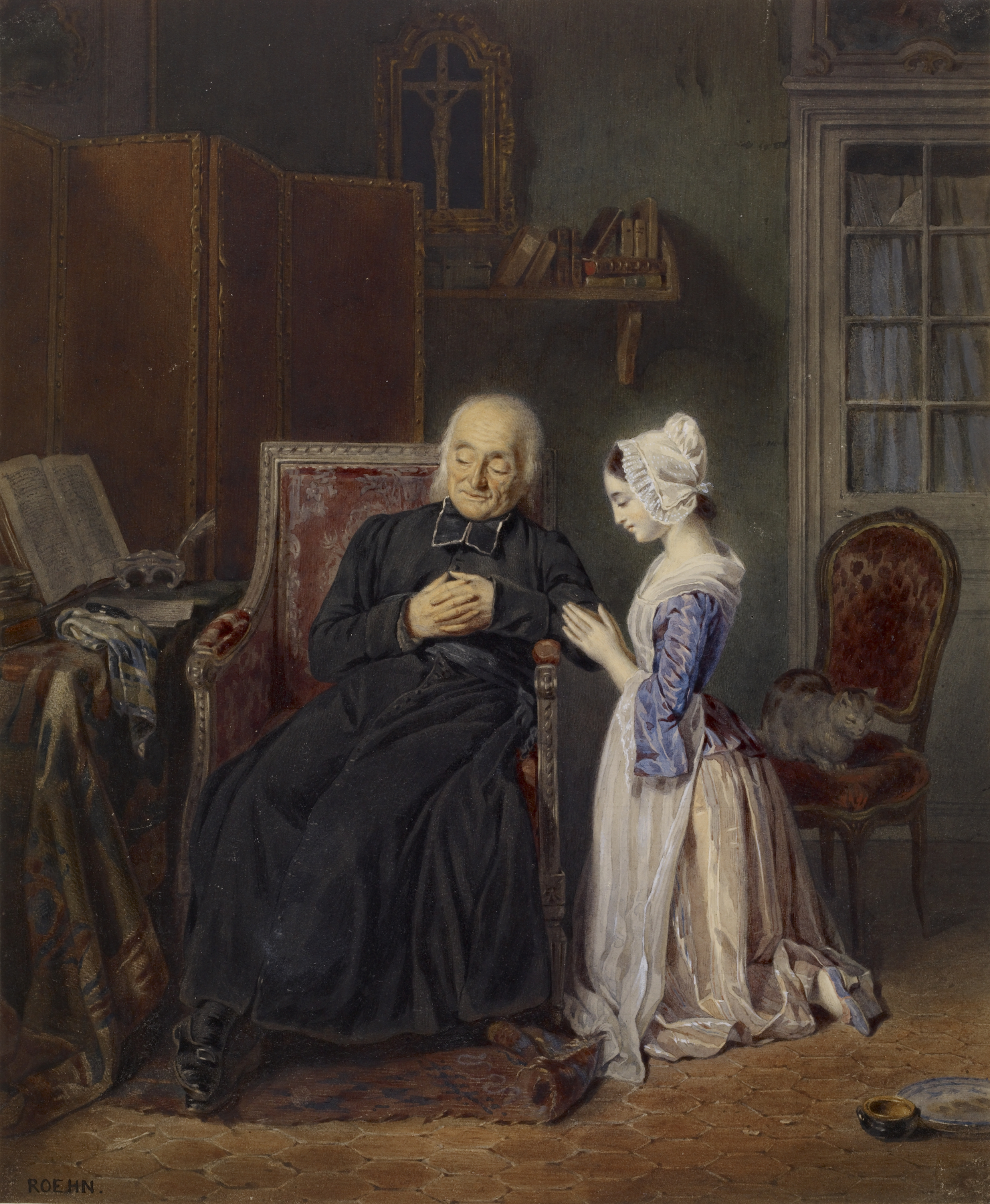
Le Billet de confession.